# NTR

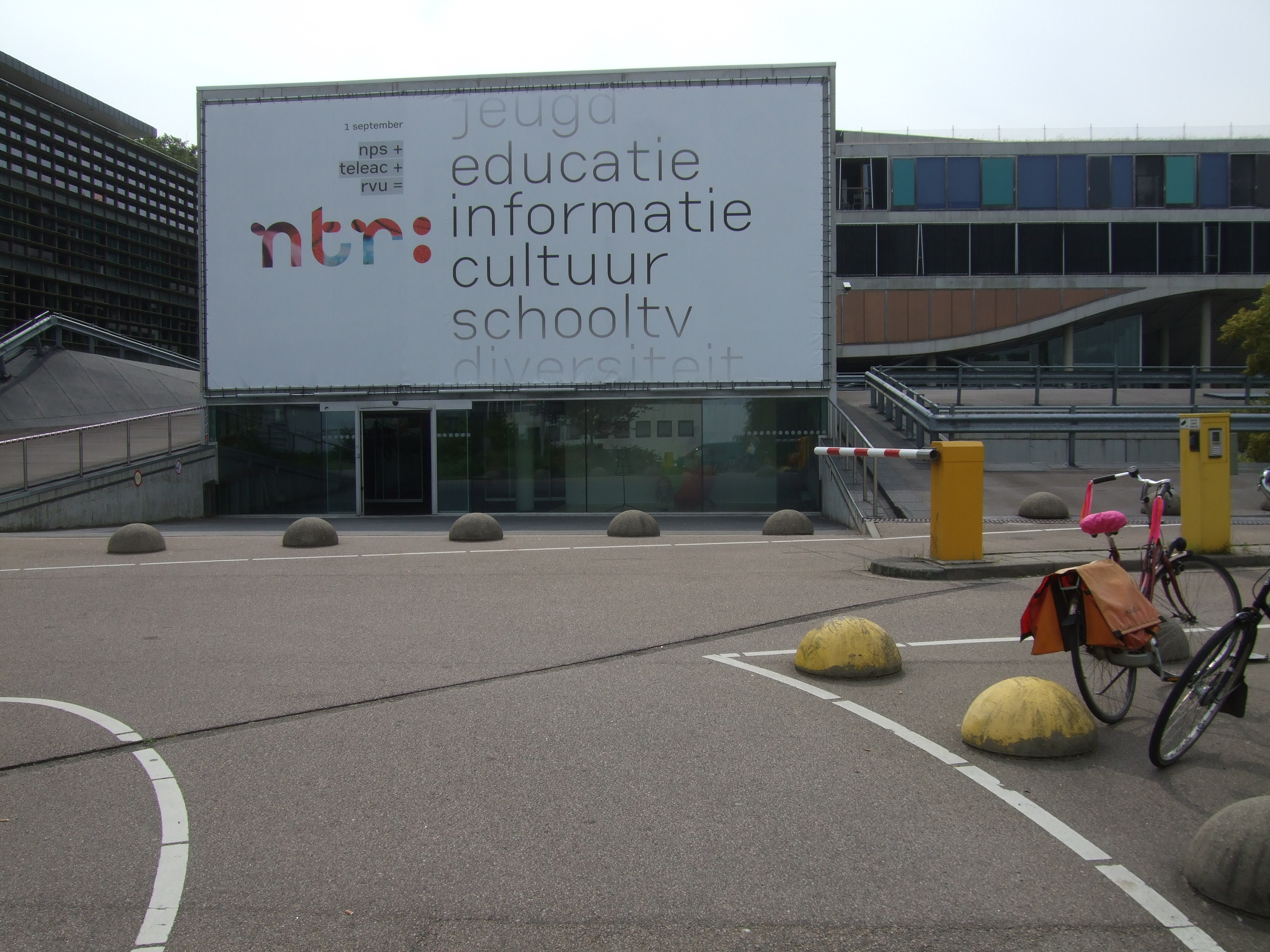
De entree van de VPRO, NTR, BNN, VARA, Human en BOS

De NTR is een Nederlandse publieke omroep, die in 2010 is ontstaan uit een fusie van de Nederlandse Programma Stichting (NPS), Teleac en RVU. De naam is een samenvoeging van de beginletters van zijn drie voorgangers.
De NTR is, net als de NOS, een wettelijke taakomroep met in de Mediawet 2008 vastgelegde taken op vlak van informatie, educatie, kunst & cultuur, jeugd en diversiteit. Binnen die taken wil de NTR een breed en divers programma-aanbod realiseren, met oog voor kwetsbare thema's, genres en doelgroepen die anders onderbelicht blijven. Deze taakstelling speciale programma's te maken voor alle doelgroepen komt ook terug in de slogan Speciaal voor iedereen.

## Geschiedenis
De NTR is in 2010 ontstaan uit de omroepen NPS, Teleac en RVU.  
Sinds 1 september 2010 zenden de drie omroepen gezamenlijk uit als NTR. Joop Daalmeijer was directeur van de NPS en werd de eerste directeur van NTR. Na zijn pensioen op 1 september 2011 werd hij opgevolgd door Paul Römer, directeur tot 2019.
Op 1 januari 2011 gingen de drie omroepen op in de Stichting NTR met een raad van toezicht onder leiding van Pieter van Geel (CDA). Begin 2014 trad hij af en werd opgevolgd door Eric van der Burg (VVD). In 2019 werd Eric van der Burg opgevolgd door ondernemer, bestuurder en politicus Marcel Wintels.
Op 28 november 2024 stapte de gehele raad van toezicht per direct op, omdat bij een onderzoek naar de werkcultuur "aanzienlijk veel meldingen van serieuze aard" werden gedaan over mediadirecteur Willemijn Francissen.
Op 4 april 2025 kondigde minister van OCW Eppo Bruins in een brief aan de Tweede Kamer aan dat de NTR op 1 januari 2029 niet zal worden opgenomen in een van de vier of vijf nieuwe omroephuizen die worden gevormd als onderdeel van een reorganisatie van het publieke omroepbestel. Bruins schreef in de brief dat hij zal bepalen hoe het programma-aanbod van de omroep "gewaarborgd blijft".

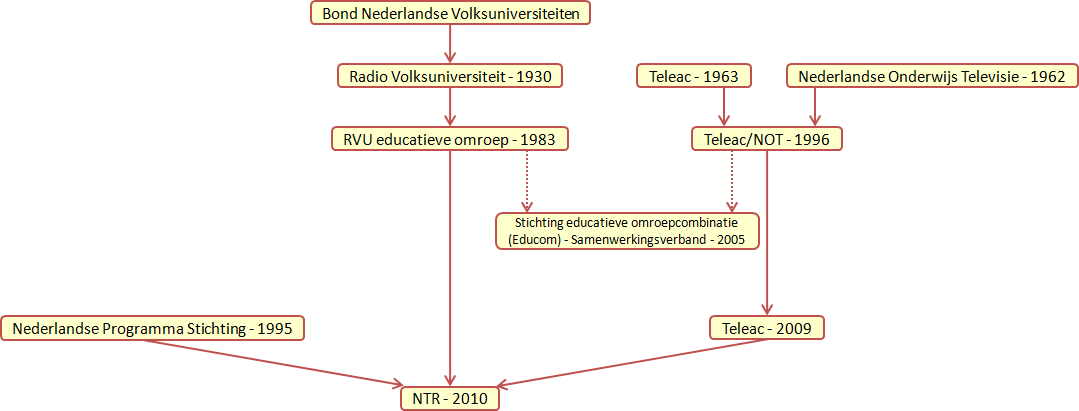
Geschiedenis NTR

## Programma's

### Televisie
- 5 jaar later
- Andere Tijden (samen met VPRO)
- Atlas (voorheen De Kennis van Nu)
- The Best of Pop
- Beste Vrienden Quiz
- College Tour
- Correspondents' Dinner
- De broeders Van Rossem
- De Dino Show
- De Kennis van Nu Nieuws (voorheen ScienceFlash)
- De Halve Maan, werd in 2016 opgevolgd door:
- De Nieuwe Maan
- De Wilde Keuken
- De zaak Schaap: fraude bij de landsadvocaat
- DREAM SCHOOL
- Full Proof, wetenschapsprogramma voor kinderen
- Goede Hoop, documentaireserie over Zuid-Afrika
- Gonzo, reportageprogramma in gonzostijl, met verslaggevers Jalal Bouzamour, Ersin Kiris en Khadija Massaoudi
- Het echte leven in de dierentuin
- Het Instituut
- Het Klokhuis
- Het uur van de wolf
- Het verborgen leven van de kat
- Het verhaal van Nederland
- Hoe?Zo!
- Landelijke intocht van Sinterklaas
- Kijken in de ziel
- Klikbeet
- De Avond van de korte film
- Knoop Gala
- Mag ik je tieten zien?
- Nieuw Zeer
- Nieuwsuur (samen met NOS)
- Niks te gek!
- NTR Academie
- NPO Soul & Jazz
- OH, MIJN HEMEL... een vrolijke snelcursus religie
- One Night Stand (samen met VARA en VPRO)
- Over de kop
- PatsBoemKledder
- Pauls Social Club (Knoop & De Leeuw)
- Podium Witteman
- Promenade
- Project Rembrandt
- Schooltv
- Seks en de Zonde
- Sesamstraat
- Studio Snugger
- Sinterklaasjournaal
- TatataTaal
- Top 2000 à Go-Go
- Tuinen van Verwondering
- De Universiteitsstrijd, quiz tussen teams van studenten van Nederlandse universiteiten, naar analogie van het Britse programma University Challenge. Dit programma wordt gepresenteerd door Harm Edens.
- Verborgen verleden
- Vlogmania
- Wat zou jij doen?
- Wie zijn de Ieren?

### Radio en podcasts
- Nieuws en Co (samen met de NOS; NPO Radio 1)
- De Kennis van Nu Radio (NPO Radio 1 en 5)
- Diskotabel (NPO Radio 4)
- Ekstra Weekend (NPO 3FM)
- Focus (NPO Radio 1)
- Helden van Toen
- Hilversum Uit (NPO Radio 1)
- Joost (NPO 3FM)
- Jorien (NPO 3FM)
- Kunststof (NPO Radio 1)
- Kwesties (NPO Radio 1)
- De Lesbische Liga (podcast)
- Lijn 1 (Radio 1)
- Mangiare! (NPO Radio 1)
- Michiel (NPO 3FM)
- Mijke & Co Live! (Radio 6)
- Nachtbraken met Joost (NPO 3FM)
- Nieuws & Co, samen met NOS (NPO Radio 1)
- Obi (NPO 3FM)
- Opera Live (NPO Radio 4)
- NTR Podium (NPO Radio 4)
- Radio Doc (NPO Radio 1)
- Vera on Track (NPO 3FM)
- Wat het daglicht niet verdragen kan (NPO Radio 1)
- Winfrieds Woonkamer (Radio 6)
- Zaterdagmatinee (NPO Radio 4)